# Rima consonante
La rima consonante  es la que se produce entre dos o más versos similares cuando los fonemas de sus últimas letras coinciden a partir de la vocal acentuada.
Sirve para todo tipo de versos.
Ejemplo: se puede ver en esta décima espinela de la Fábula de las moscas, de Félix María Samaniego: 

A un panal de rica miel
dos mil moscas acudieron
que por golosas murieron
presas de patas en él.
Otra mosca en un pastel
enterró su golosina.
Así, si bien se examina,
los humanos corazones
perecen en las prisiones
del vicio que los domina.

Como se puede observar, miel rima en consonante con él y pastel; acudieron con murieron, golosina con examina y domina y corazones con prisiones.
Otro ejemplo: Vida de puerto, del chileno Carlos Pezoa Véliz.

A los que sueñan renombre y gloria
y hacen su almuerzo con un pequén
¡pueda que suela causarles risa
esta romántica longaniza
digna del estro de Paul Verlaine!

En este caso, riman risa con longaniza, ya que en América la s y la z tienen el mismo sonido. También riman pequén y Verlaine, ya que la pronunciación castellanizada de este apellido es [berlén].
- Datos: Q15440164

.